# Joseph Vinoy

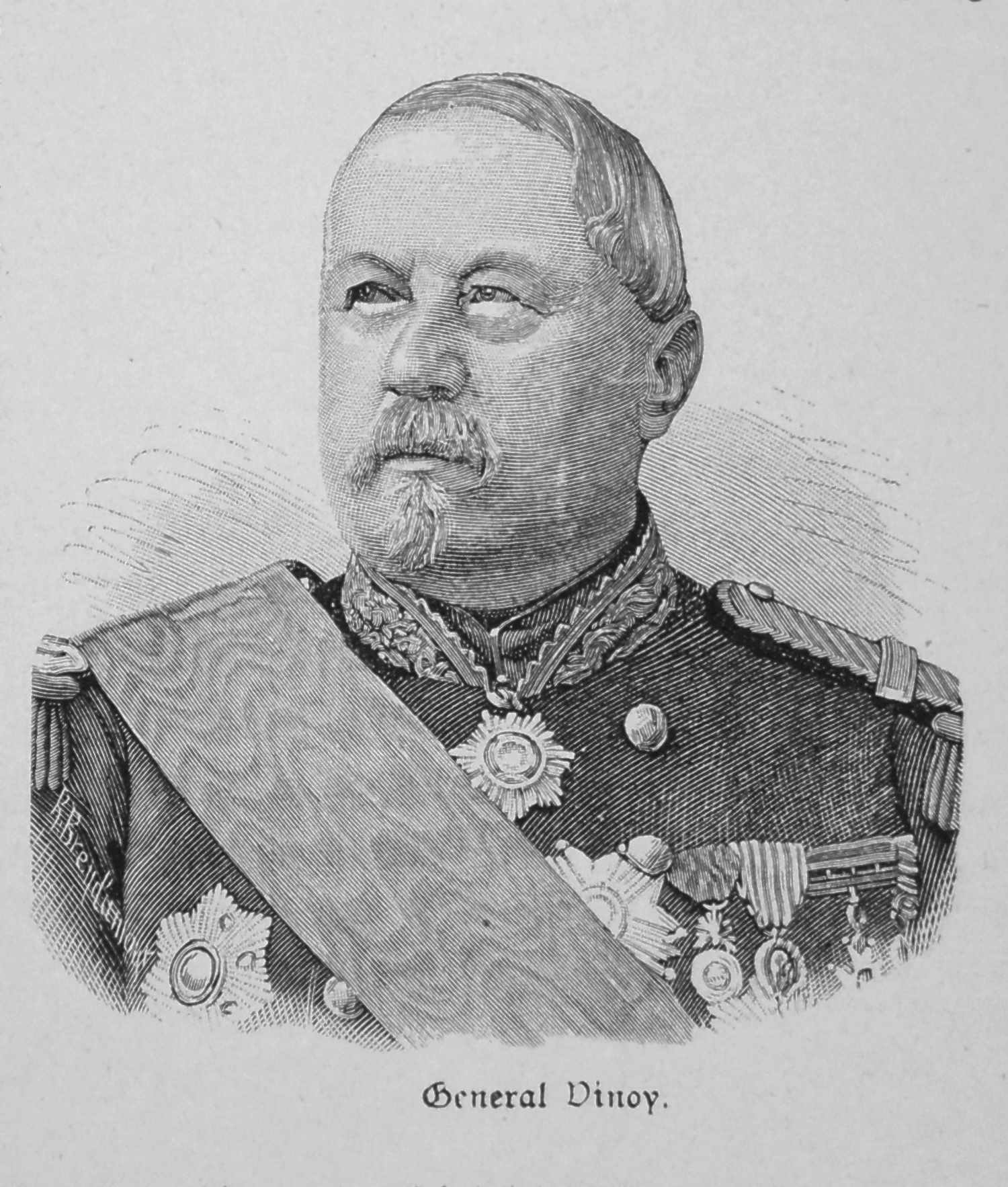
General Vinoy

Joseph Vinoy  (* 10. August 1803 in Saint-Étienne-de-Saint-Geoirs; † 27. April 1880 in Paris) war ein französischer General und Senator.

## Leben
Nach dem Schulabschluss begann Vinoy ein Theologiestudium, um Priester zu werden. Nach einigen Semestern entschied er sich jedoch für eine militärische Karriere und trat 1823 in die königliche Garde der französischen Armee ein.  Als Sergeant im 14. Infanterieregiment nahm er 1830 am Feldzug in Algerien teil. Er wurde nach der Einnahme von Algier Offizier und blieb in Algerien bis 1850, wo er bis zum Colonel befördert wurde. Von 1850 bis 1853 war er wieder in Frankreich. 1853 kommandierte er die erste Brigade der zweiten Division des Expeditionskorps in der Kabylei.
Während des Krimkrieges (1853 bis 1856) diente er als Général de brigade unter dem Kommando von François Certain Canrobert. Für seine Leistungen in der Schlacht um das Fort Malakoff wurde er zum Général de division befördert. Während des Sardinischen Krieges 1859 führte er seine Division auch in den Schlachten von Magenta und Solferino am 24. Juni 1859. Hier kämpfte er unter dem Kommando von Adolphe Niel im IV. französischen Armeekorps.
Altersbedingt trat er 1865 in den Ruhestand, wurde aber bei Ausbruch des Deutsch-Französischen Krieges im Jahre 1870 in den aktiven Dienst zurückberufen. Er wurde Kommandant des XIII. Korps, das erst einige Zeit nach Kriegsausbruch in Marsch gesetzt wurde. Durch diese Verspätung entging er der Niederlage in der Schlacht bei Sedan, er kam nur bis nach Mezieres. Es gelang ihm, der Sicherungsgruppe des VI. Korps unter Tümpling auszuweichen und als einziger noch intakter Großverband der französischen Armee am 7. September 1870 Paris zu erreichen. Während der Belagerung von Paris kommandierte Vinoy die dritte Armee und leitete alle Operationen im Südabschnitt der Stadt. Nachdem der bisherige Kommandeur Louis Jules Trochu auf Grund der Niederlage in der Schlacht bei Buzenval am 20. Januar 1871 zurückgetreten war, übernahm Vinoy das Oberkommando über die Verteidiger von Paris. Gegen den Widerstand der Regierung unter Léon Gambetta, die den Krieg auf jeden Fall weiterführen wollte, begann er die Verhandlungen zur Kapitulation.
Während der Kämpfe mit der Pariser Kommune führte er das Kommando über ein Korps der Armee von Versailles und besetzte am 23. Mai den brennenden Tuilerien-Palast und den Louvre. Am 6. April 1871 war er zum Großkanzler der Ehrenlegion ernannt worden. 1877 wurde er zum Senator gewählt. Joseph Vinoy starb am 29. April 1880.

## Schriften
- Campagne de 1870–1871. Siége de Paris. Opérations du 13e corps et de la troisième armée. Plon, Paris 1872, (Digitalisat).
- Campagne de 1870–1871. L’armistice et la Commune. Opérations de l'armée de Paris et de l'armée de réserve. 2 Bände (Textbd. Atlasbd.). Plon, Paris 1872, (Digitalisate: Textbd., Atlasbd.).
- L’armée française en 1873. Étude sur les ressources de la France et les moyens de s'en servir. Plon, Paris 1873, (Digitalisat).